# Destructoid
Destructoid (Lit. en español Destructoide) es un sitio web independiente, que fue fundado como un blog enfocado en videojuegos en marzo del año 2006 por Yanier Gonzalez. Es parte de la red Enthusiast Gaming.

## Historia
Destructoid era propiedad de Yanier Gonzalez para poder asistir a la Electronic Entertainment Expo (E3) del año 2006. Después de ser rechazado, González comenzó a escribir a editoriales originales y dibujar dibujos animados que fueron recogidos por blogs de videojuegos ya establecidos como Joystiq y Kotaku. En 2007, el sitio se relanzó con blogs de usuarios, foros y un equipo de colaboradores. El blog de Yanier se movió de la página de inicio a favor de un formato de varios autores editado por el personal. Al igual que IGN, Destructoid ofrece un registro gratuito y los lectores pueden enviar blogs fuera de la página de inicio.
Después de la E3, González apareció en la conferencia de prensa vestido como el Sr. Destructoid (El robot mascota de Destructoid , que se muestra en los logos y materiales promocionales) para repartir volantes promocionales. González fue el primero en dar la noticia de la inhabilitación de Jack Thompson.
Destructoid publica un promedio de 50 historias por día. Fue de los primeros en romper historias como la Wii de Nintendo, y el diseño final del controlador, para Sony el precio de PlayStation Neo en su lanzamiento y para Halo 3, su fecha de estreno. Su trabajo editorial original ganó la sindicación convencional, incluido el programa web Hey Ash, Whatcha Playin?, ahora sindicado en GameTrailers. Otros trabajos fueron recogidos por los sitios de páginas sociales como el satírico de Diez Reglas de Oro de los juegos en línea, sus Guías para reconocer a los jugadores.
El traje del Sr. Destructoid fue rediseñado en el 2012 por Volpin Props, con circuitos LED animados, y sigue activo como mascota en los eventos de prensa.
En 2017, el sitio fue adquirido por Enthusiast Gaming, una compañía con sede en Toronto.

## Características
Destructoid está dividido en seis secciones principales: la página de inicio donde los editores publican noticias y reseñas diarias, los blogs de la comunidad, la sección de videos que consta de cortos (sketches) originales, los foros de chat, el área de compra/venta donde los miembros de la comunidad intercambian juegos y el Área de lucha donde los miembros pueden jugar juegos uno contra el otro.
De 2010 a 2013, Destructoid produjo el programa noticioso de videojuegos en el estudio dos veces por semana, el Destructoid Show on Revision 3, transmisiones diarias de video en vivo como Kingdom of Foom y MASH TacticS en Twitch.tv, y Sesiones de video semi regulares como Hey Ash Whatcha Playin, The Jimquisition, Storm's Adventures y otros en YouTube.
El editor de reseñas de Destructoid, Jim Sterling, realizó un podcast semanal con el editor asociado Jonathan Holmes y Conrad Zimmerman. Cuando Jim Sterling dejó Destructoid, el podcast fue asumido por un nuevo presentador con actualizaciones mucho menos frecuentes.

## Trabajo caritativo
En 2008, Jim Sterling, un editor de Destructoid, participó en un maratón de videojuegos patrocinado recaudando dinero para pacientes jóvenes con cáncer. Al recaudar $3,000 para la organización benéfica, Sterling y su amigo John Kershaw jugaron una selección de juegos de la franquicia SingStar, cantando prácticamente sin parar durante doce horas. El evento fue transmitido en vivo en línea durante toda la duración del evento.
En 2009, Niero y otros editores de Destructoid continuaron la tradición del maratón de vidojuegos del 17 al 18 de octubre para la concientización sobre el cáncer con una donación de $4,835.60 para el hospital infantil Extra Life en Texas.
En 2010, la oficina de Destructoid organizó un maratón de videojuegos de 24 horas para la organización benéfica Extra Life. Los miembros de la comunidad recaudaron más de $ 6,000 para los hospitales Children's Miracle en Texas. Destructoid también se asoció con Revisión 3 para construir un pozo de agua limpia en África a través de la organización Charity Water.
En el 2011, Destructoid organizó otro maratón para Extra Life, recaudando $ 6909.16 para los hospitales Children's Miracle.
En 2012, Destructoid organizó una plataforma en vivo de 56 horas en su canal Dtoid.tv, que recaudó más de $ 7,000 para Habitat for Humanity. González viajó a Costa Rica y ayudó a construir un proyecto gubernamental de 32 cámaras para familias que viven en la pobreza extrema en Liberia.

## Premios
Destructoid ha sido nominado para varios premios en la cobertura de videojuegos. El sitio fue nominado para los Premios inaugurales de los videojuegos del año 2007 en la categoría de "Sitios web no comerciales o blogs". Destructoid también fue seleccionado como Official Webby Honoree en la categoría relacionada con los juegos de la 11.ª entrega anual de Webby Awards en 2007. Fueron nominados por la Academia Internacional de Artes y Ciencias Digitales en el 2009 en la misma categoría.

## Presencia en videojuegos
La mascota del sitio, el Sr. Destructoid, ha aparecido en varios videojuegos para consolas, dispositivos móviles y PC, y como un emoji en Twitch.tv.
En 2007, se anunció que Hudson Entertainment, la rama americana de Hudson Soft se había asociado con Destructoid para desarrollar e introducir un personaje jugable basada en la mascota de Destructoid, el Sr. Destructoid, en su Xbox Live Arcade juego Bomberman Live. El Sr. Destructoid apareció más tarde en Bomberman Ultra, el puerto para PlayStation 3 de Bomberman Live. La cabeza del Sr. Destructoid está disponible como un casco desbloqueable en el juego Dino Run de PixelJAM, al ingresar la contraseña "totinos". En el menú de trucos. Esto fue incluido como una broma, porque esa marca de pizza en particular era la preferida de uno de los editores, y él a su vez era amigo de los desarrolladores del vidojuego. El código fue revelado en un capítulo del podcast Podtoid.
En el 2008, la mascota de Destructoid también se incluyó en el juego de plataforma Eternity's Child, pero luego fue eliminada luego de una crítica mordaz del juego en el sitio web. El Sr. Destructoid también apareció en Agent MOO: Maximum Overdeath en la Xbox Live Indie Games junto con Ron Workman, el ex-manager de la comunidad Destructoid.
En el 2010, se anunció que el Sr. Destructoid aparecería en el próximo lanzamiento de XBLA Raskulls. Más tarde ese año se descubrió que los Capítulos 2-18 en Super Meat Boy se llama Destructoid. El juego fue aclamado por muchos de los editores, teniendo Destructoid un juego de la serie en la Penny Arcade Expo a principios de julio. El Sr. Destructoid también aparece en el juego flash Pirates vs. Ninjas, de Bardo Entertainment.
En 2011, el Sr. Destructoid apareció como un personaje no jugable en BiteJacker, un juego creado por el espectáculo Bytejacker en el iPhone como un personaje VIP. Su puntaje aumenta cuanto más tiempo permanezca en la pantalla. En julio, el editor de reseñas de Destructoid, Jim Sterling, se convirtió en un personaje jugable en The Blocks Cometh. Más tarde ese mes el Sr. Destructoid apareció en Twisted Pixel Ms. Splosion Man como un villano destruible durante el modo desafío, y otra vez como un accesorio para tragar la bola en Pinball FX de Zen Studio como parte del pinball de mesa de la Ms. Splosion Man. El 1 de agosto, el Sr. Destructoid se convirtió en un personaje jugable en Arcade Jumper en iOS. El remake del clásico juego de arcade Burgertime también presenta al Sr. Destructoid como un personaje jugable.
En el 2012, el Sr. Destructoid se reveló como un personaje jugable en Big Head Bash de Spicy Horse, donde su arma de gallo dispara "gallos" similares pero más pequeños. También es un enemigo monstruo no jugable en MonsterMind (videojuego de Facebook) y un accesorio de ametralladora en la entrega de Blacklight Retribution llamada PerfectWorld. En el juego Retro City Rampage, varios miembros del personal de Destructoid aparecieron en el juego como máscaras de jugador desbloqueables que están disponibles yendo a Face-R-Us de MJ e ingresando el código de cupón DTOID.
En 2014, Microsoft agregó un equipo oficial de Mr. Destructoid al mercado de Xbox Live Avatar.
En el 2016, se agregó una bandera de Mr. Destructoid como artículo cosmético en Rocket League.